# مهندسی وب
امروزه شبکه جهانی وب تبدیل به یک سکوی بزرگ تحویل برای انواع برنامه‌های پیچیده و سرمایه‌گذاری شده در حوزه‌های مختلف شده‌است. علاوه بر قابلیت‌های ذاتی پیچیده و چند وجهی آنها، این برنامه‌های تحت وب رفتار پیچیده از خود نشان می‌دهند و درخواست‌های منحصر به فردی را در قابلیت استفاده، کارایی، امنیت و توانایی رشد و نمو خود بروز می‌دهند.
به هرحال، اکثر قریب به اتفاق این برنامه‌ها به سمتی می‌روند که تک کاره شوند، تا به مشکلات کاربری، نگهداشت پذیری، کیفیت و قابلیت اعتماد پایان دهند. در حالی که توسعهٔ وب می‌تواند از پروژه‌های برپاشده توسط دیگر رشته‌های مرتبط بهره مند شوند قطعا مشخصات کارهایی که ملاحظات و توجهات خاصی طلب می‌کنند را نیز تشخیص می‌دهد.
در سال‌های اخیر، پیشرفتهای در جهت برخورد این مشکلات و نیازها شده‌است. به عنوان یک رشته نوظهور فعالانه، اهداف اصولی، منظم و قابل سنجشی را برای دستیابی به توسعه موفق با کیفیت بالا، همه جا حاضر و قابل استفادهٔ سیستم‌ها و برنامه‌های مبتنی بر وب ترویج می‌دهد.
مهندسی وب به خصوص، روی روش شناسی، تکنیک‌ها و ابزارهایی که پایه توسعه برنامه‌های وب هستند تمرکز می‌کند و از طراحی، توسعه، تکامل و ارزیابی آن‌ها پشتیبانی می‌کنند. توسعه برنامه‌های وب ویژگی‌های خاصی دارد که آن‌ها را از نرم‌افزارهای جانبی، سیستم‌های اطلاعاتی و توسعه برنامه کامپیوتری متمایز می‌کند.
مهندسی وب به شاخه‌های زیادی منشعب می‌شود و شامل بخش‌هایی از نواحی مختلف علم می‌گردد: طراحی و آنالیز سیستم، منهدسی نرم‌افزار، مهندسی مافوق رسانه/مافوق متن، مهندسی نیازها، تعامل کامپیوتر با انسان، واسط کاربری، منهدسی اطلاعات، فهرست بندی و بازیابی اطلاعات، تست کردن، مدل‌سازی و شبیه سازی، مدیریت پروژه و طراحی گرافیکی و ارائه.
مهندسی وب یک کپی یا زیرمجموعه‌ای از مهندسی نرم‌افزار نیست هر چند هردو شامل برنامه‌نویسی و توسعه نرم‌افزارند. هنگامیکه مهندسی وب رشته‌های مهندسی نرم‌افزار را استفاده می‌کند، این استفاده، اهداف جدید، روش‌شناسی‌ها، ابزارها، تکنیک‌ها و رهنمودهایی را برای دستیابی به نیاز منحصر به فرد برنامه‌های مبتنی بر وب شامل می‌شود.

## مهندسی وب به عنوان یک رشته
حامیان مهندسی وب از تشکیل مهندسی وب به عنوان یک رشته در تمام صحنه‌های وب پشتیبانی کرده‌اند. اولین اتاق کار برای مهندسی وب در کنار کنفرانس شبکه جهانی وب در بریسبانای استرالیا در سال ۱۹۹۸ برگزارشد. San Murugesan، Yogesh Deshpande، Steve Hansen و Athula Ginige از دانشگاه وسترن سیدنی استرالیا در آغاز کارگاه ICSE راجع به منهدسی وب در سال ۱۹۹۹ رسماً مهندسی وب را به عنوان یک رشته جدید معرفی کردند. از آن به بعد آن‌ها یک سری مقالات را در تعدای از مجلات علمی و کنفرانس‌ها منتشر کردند تا دید خود را ترویج کنند و البته حمایت زیادی هم شدند. مهم‌ترین استدلال‌ها برای پذیرش مهندسی وب به عنوان یک رشته جدید این‌ها هستند:
- سیستم‌های اطلاعاتی وب(WIS) و فرآیند توسعه آن‌ها متفاوت و منحصر به فرد هستند.
- مهندسی وب چند شاخه‌ای است؛ هیچ رشته‌ای به تنهایی نمی‌تواند مبنای تئوری کامل، بدنه علمی و تمرین‌هایی برای هدایت توسعه WIS را فراهم کند.
- مشکلاتی راجع به تکامل و مدیریت دوره زندگی، هنگامیکه با برنامه‌های سنتی بیشتری مقایشه می‌شدند.
- سیستم‌های اطلاعاتی مبتنی بر وب و برنامه‌هایشان بسیار پر نفوذ و غیرقابل انکارند.
- دورنمای وب به عنوان یک سکو روبه رشد است و ارزش آن را دارد که به‌طور خاص با آن برخورد شود.

به هرحال بر سر شناختن مهندسی وب به عنوان یک رشته جدید محل مناقشه‌است مخصوصاٌ برای مردمی که در رشته‌های قدیمی مثل مهندسی نرم‌افزار هستند. این مشکل از آنجاست که مهندسی وب در مقایسه با سایر رشته‌ها بسیار متفاوت و غیرمرتبط است.
عناوین اصلی مشمول مهندسی وب اینجا آورده شده ولی محدود به این بخش‌ها نیست. اولین کارشناس ایرانی که به صورت رسمی مهندسی وب را مورد بررسی قرارداد مهندس توماج فریدونی بوده که نتایج این تحقیق و بررسی علمی در کتابی تحت نام پورتال، اعتبار نهان در سال ۱۳۸۵ توسط انتشارات ناقوس منتشر شده‌است.

## فرآیند وب و اصول مدیریت پروژه
- روند توسعه و تقویت پردازش برنامه‌های تحت وب
- مدیریت پروژه‌های وب و مدیریت ریسک
- توسعه وب اشتراکی

### رشته‌های مدلسازی نیازهای وب
- فرآیند کسب و کار برای برنامه‌های تحت وب
- مدل فرآیند برنامه‌های وب
- مهندسی نیاز برای برنامه‌های وب

### رشته‌های طراحی سیستم وب، ابزارها و روش‌ها
- UML و وب
- مدل ادراکی از برنامه‌های وب
- شبیه‌سازی روش‌ها و ابزارها
- روش‌های طراحی وب
- ابزارهای CASE برای برنامه‌های وب
- طراحی واسط گرافیکی وب
- مدل‌های داده برای سیستم‌های اطلاعاتی وب

### رشته‌های پیاده‌سازی سیستم‌های وب
- محیطهای مجتمع توسعه برنامه‌های وب
- تولیدکننده کد برای برنامه‌های وب
- کارخانجات نرم‌افزار برای/روی وب
- وب ۲، آژاکس، E4X، Asp. net۲. ۰،Asp. net۳. ۰ و تحولات جدید دیگر
- گسترش و توسعه سرویس‌های وب
- مهندسی وب تجربی

### رشته‌های تست سیستم‌های وب
- تست و ارزیابی سیستم‌های وب و برنلمه‌ها
- اتوماسیون تست، روش‌ها و ابزارها

### رشته‌های مقوله برنامه‌های کاربردی وب
- برنامه‌های وب معنایی
- برنامه‌های موبایل و همه جا حاضر
- توسعه برنامه‌های وب برای موبایل
- دریافت وب به صورت مستقل از دستگاه
- محلی‌سازی و جهانی‌سازی برنامه‌های وب

### رشته‌های منتسب به کیفیت وب
- وزن وب، تخمین هزینه و اندازه‌گیری
- ارائه و سازگاری برنامه‌های وب
- کیفیت وب
- قابلیت استفاده برنامه‌های وب
- دسترسی‌پذیری وب
- کارایی برنامه‌های تحت وب
- امنیت صفحات وب
- گسترش پذیری:گسترش برنامه‌های تحت وب ومحیط سرور(تعداد کاربران بیشتر)
- بازدهی:1-کارایی زمان پاسخ2-سرعت ایجاد صفحات3-سرعت ایجاد گرافیک ها
- قابلیت اطمینان

### رشته‌های مرتبط با محتوای وب
- مدیریت محتوای وب
- ابزارها و نرم‌افزارهای نوشتن چندرسانه‌ای
- نوشتن ابررسانه‌های سازگاری پذیر